# 名立崩れ

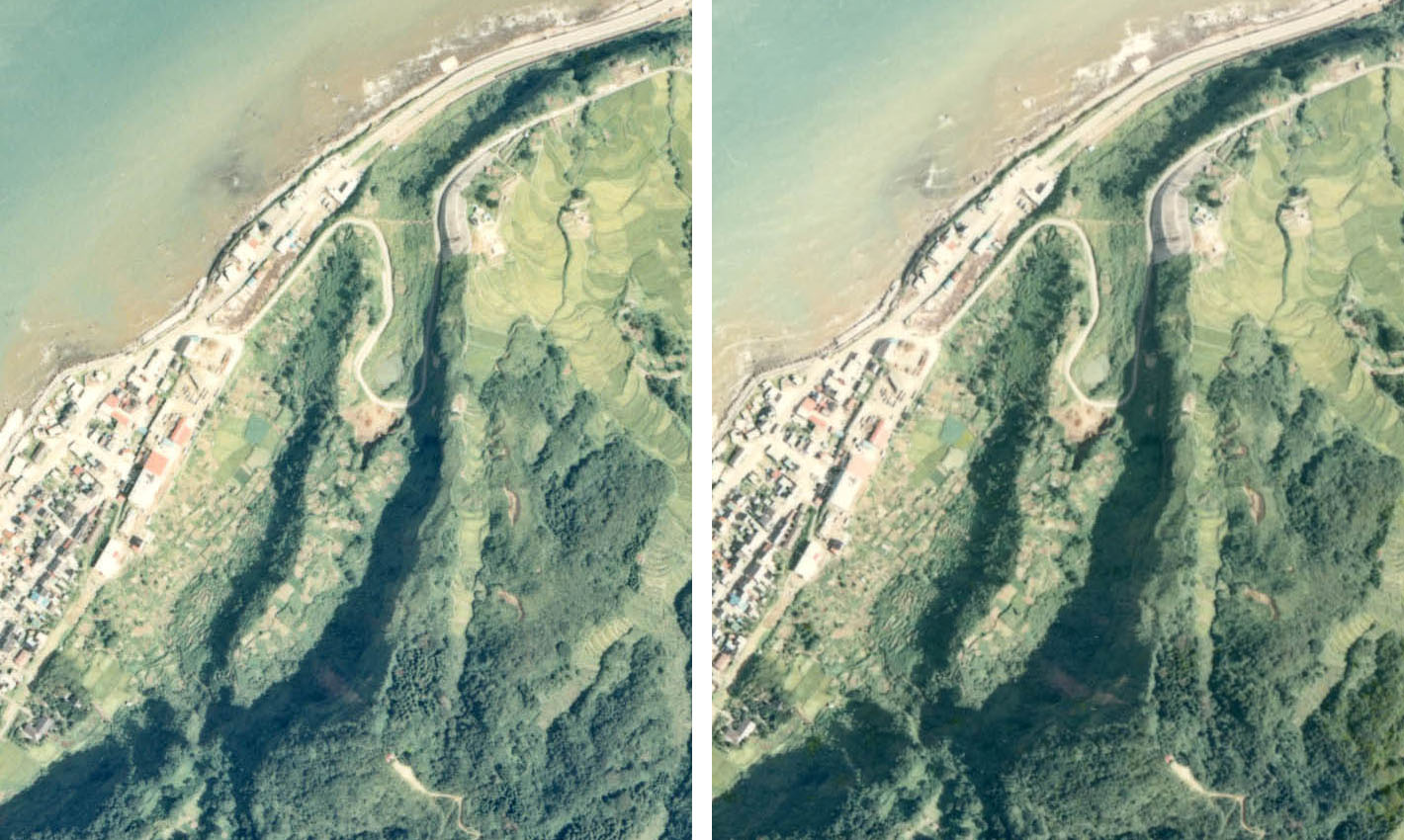
1976年（昭和51年）に撮影されたステレオグラム（交差法）。中央縦長の部分が、棚畑と呼ばれる名立崩れによって滑り落ちた台地。右側の海岸段丘の高さよりも半分ほどにまで落ち込んでいる。

名立崩れ（なだちくずれ）は、1751年、江戸幕府の直轄領であった越後国頸城郡（ごおり）名立小泊村（現・新潟県上越市名立区名立小泊）で発生した地すべり災害である。地震で誘発されたこの地すべりによって直下の漁村が一瞬のうちに埋没し、428人が死亡したとされる。

## 概要
寛延4年（この年、改元して宝暦元年）4月26日（1751年5月21日）の午前2時ごろ、越後国の西部、高田付近を震源とする宝暦高田地震が発生した。このときの揺れは沿岸地域にも被害を及ぼし、主要街道であった北陸道も各所で土砂災害により寸断された。中でも最も大きな地すべりとなったのが、この名立崩れである。
海岸に沿って細く広がる名立小泊村の集落の背面にある海岸段丘から、幅約1キロメートルにわたり、一部の台地が塊ごと滑り落ちた。落ちた台地は、棚畑（たなばたけ）あるいは「タナ」と呼ばれ、元よりも半分ほどの高さまで落ちて、階段状になっているのが確認できる。それよりも下の部分は、土石流となって集落を飲み込み、海岸から沖に向かって100メートル以上の暗礁帯を形成した。現在の名立漁港の東防波堤は、その暗礁帯の上に築かれている。
のちに、作家岡本綺堂によって「名立崩れ」を題材とする戯曲が作られ、大正3年（1914年）11月、帝国劇場で上演された。

## 復興
名立小泊村にあった91軒のうちわずか3軒を残し、集落のほぼ全域が海に押し流された。村民525人のうち残ったのは、海から這い上がれた者、旅で留守だった者などわずかに137人であった。村の営みは立ち行かなくなり、参勤交代の宿役などの村の勤めを辞退し、幕府に復興のための資金援助の嘆願を行った。また、出稼ぎや奉公などで村を離れた者を呼び戻すため、諸国の領主に帰村させるよう高田の領主を通じて依頼した。集落が元の規模に戻ったのは、100年以上が経過してからのことである。

## 調査
近年になるまでその被害の状況などは分からず、「助かった者妊婦一人」と記された江戸時代の紀行文「東遊記」などの伝聞によるもの程度であったが、梶屋敷村（現・糸魚川市）へ出張のため難を逃れた庄屋「池垣右八」が、当時の高田代官「富永嘉右衛門」に宛てた「恐れながら書付けをもってご注進申し上げます（乍恐以書附御注進申上候）」という題目の被害報告書の下書きなど関係文章が、昭和に入って発見されたことにより詳細な状況を知るところとなった。

## 諸元
- 標高 - 約100m
- 幅 - 約1km
- 変動長 - 約300m
- 変動土量 - 約900万m3

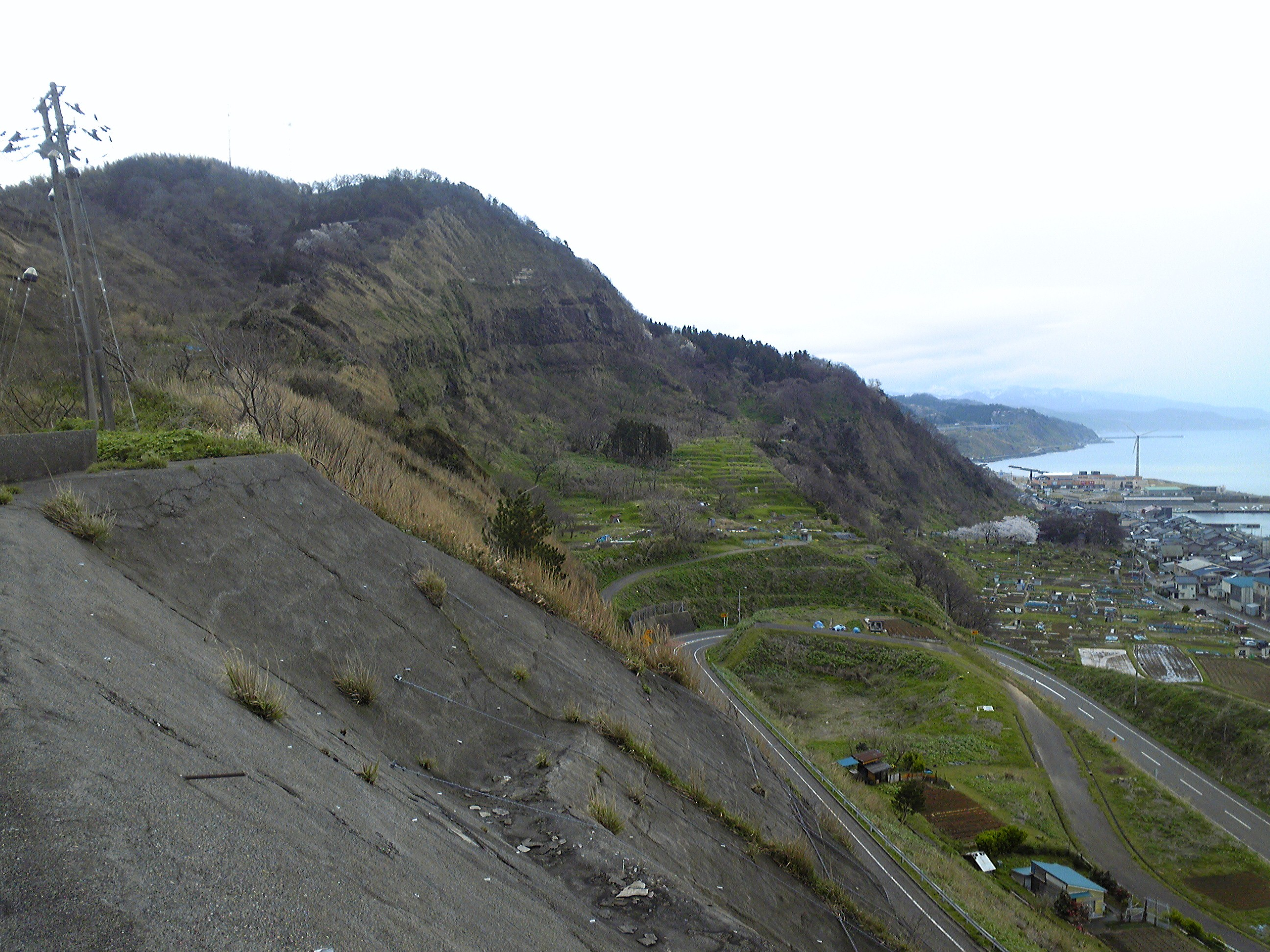
鳥ケ首岬灯台下より名立崩れ断面と名立小泊集落を望む。

- 地質 - 第三紀の砂岩、泥岩、礫岩、頁岩互層
- 備考 - 上越市指定文化財

## 関連施設
- 名立崩れ受難者慰霊碑 - 名立小泊